# Axel Landtved Rasmussen
Axel Landtved Rasmussen (født 24. april 1932 på Bladstrup Teglværk, Hjadstrup Sogn, død juni 2016 i Otterup) var en dansk landmand og politiker, der var borgmester i Otterup Kommune på Fyn af to omgange. Første gang fra 1982 til 1986 og anden gang fra 1990 til 1998, valgt for partiet Venstre.
Rasmussen, der var landmandsuddannet fra Korinth Landbrugsskole, debuterede som folkevalgt i Otterup Kommunalbestyrelse i 1974 og sad frem til 1998.
Han er far til Mette Landtved-Holm, som siden 2023 har været borgmester i Nordfyns Kommune.